# Sociedad blanca-88
La Sociedad Blanca-88,(Общество белых-88 en ruso) fue un grupo neonazi surgido en 2008. que operaba en Nizhny Novgorod cuyos miembros fueron condenados por varios asesinatos.

## Historia
Según la investigación, los estudiantes Alexander Degtyarev y Artyom Surkov se conocieron en 2008, hablaron en los foros de los movimientos nacionalsocialistas en Internet y se identificaron como miembros del grupo radical White Society-88, luego de lo cual cometieron cuatro asesinatos y nueve intentos de asesinato. de personas de apariencia no eslava (incluido un ataque a un joven que, según su información, participó en una pelea con nacionalistas del lado de los antifascistas el día anterior).
Alexander Degtyarev fue detenido en diciembre de 2008 inmediatamente después de que le disparó a su profesor de derecho del transporte, el profesor de VGAVT Stanislav Aseev, a quien temía no pasar la prueba debido al conflicto, con una pistola de caza de ánima lisa. Después de eso, Maxim Alyoshin tomó su lugar en el grupo. Junto con Artyom Surkov, fueron detenidos en la primavera de 2009.
Inicialmente fueron procesados siete integrantes del grupo, pero respecto de cuatro de ellos, la acción penal fue sobreseída por expiración de los plazos de prescripción previstos en los artículos “vandalismo” y “palizas”, en los que fueron imputados.
En junio de 2010, el Tribunal Regional de Nizhny Novgorod condenó a Alexander Degtyarev a cadena perpetua, Artyom Surkov y Maxim Alyoshin a 10 y 9,5 años de prisión, respectivamente.